# David Berkowitz
David Berkowitz (* 1. Juni 1953 in Brooklyn, New York City als Richard David Falco), auch bekannt als „Son of Sam“, ist ein US-amerikanischer Serienmörder.

## Leben
David Berkowitz wurde als Richard David Falco in Brooklyn geboren. Seine Mutter gab ihn zur Adoption frei. Innerhalb seiner ersten Lebenswoche wurde er von Nathan und Pearl Berkowitz adoptiert. Die Adoptivmutter starb, als er 13 war. Als er herausfand, dass seine leibliche Mutter bei der Geburt nicht gestorben war, war er zunächst erleichtert. Allerdings wandelte sich die Erleichterung schnell in Zorn. Seiner leiblichen Schwester versicherte er jedoch, dass er weder ihr noch ihren Kindern etwas antun werde.
Stattdessen griff er am Weihnachtsabend 1975 zwei Frauen in der Bronx mit einem Messer an. Eines der Opfer wurde nie identifiziert, das andere musste im Krankenhaus behandelt werden. Die erste Attacke mit einer Schusswaffe verübte er am 29. Juli 1976 um 1:10 Uhr, als er dreimal auf zwei Frauen im Alter von 18 und 19 Jahren schoss, die in einem geparkten Wagen in der Bronx saßen. Eine Kugel traf eine der beiden tödlich in den Brustkorb. Die andere Frau wurde an der Hüfte getroffen. Zwischen Juli 1976 und August 1977 erschoss Berkowitz noch fünf weitere Menschen und verletzte sieben schwer.
Berkowitz wurde am 10. August 1977 gefasst, nachdem er seinen Ford Galaxie zu nah an einem Hydranten geparkt hatte. Berkowitz bezahlte die Strafe, und als die Behörden das Kennzeichen seines Autos zurückverfolgten und einige Drohbriefe mit seinem Namen in Verbindung bringen konnten, begann die Polizei, gezielt gegen ihn zu ermitteln. Sein Kommentar dazu: „You got me“ (Ihr habt mich). Der Polizist fragte, wen sie denn hätten. Berkowitz antwortete: „The Son of Sam.“ Er behauptete, dass der Hund Harvey von Sam Carr, einem seiner Nachbarn in Yonkers, von einem Dämon besessen sei und ihm befohlen hätte zu töten.
David Berkowitz wurde im Juni 1978 zu sechs Mal lebenslänglicher Haft verurteilt. Sein Verteidiger stellte zuletzt im Juni 2006 einen Antrag auf Begnadigung, der aber – wie schon die anderen zuvor – abgelehnt wurde. Am 6. August 2011 schrieb Berkowitz in einem Brief an FoxNews.com, dass er auf jegliche Berufung verzichte, da er in Jesus Christus schon frei sei.
Berkowitz erklärte, dass seine Taten mit von ihm ausgeübten okkulten und satanischen Praktiken zusammenhingen. Laut eigener Aussage hat Berkowitz durch eine Bibel, die er im Gefängnis las, begonnen, an Gott zu glauben, und führt seitdem ein Leben als Christ. Er ist im Gefängnis in der Seelsorge tätig.

## Politische Nachwirkungen
Im Staat New York wurde im Anschluss an die Mordserie das erste sogenannte Son of Sam Law erlassen, das verhindern sollte, dass Kriminelle ihre Biografie kommerziell verwerten können. Weitere Staaten der USA folgten, auch wenn diese Gesetze nach Ansicht vieler Kritiker gegen den 1. Zusatzartikel zur Verfassung der Vereinigten Staaten (u. a. Meinungs- und Pressefreiheit) verstoßen. Im Jahr 2002 wurde ein entsprechendes Gesetz im Staat Kalifornien verabschiedet, nachdem versucht worden war, es gegen den Entführer von Frank Sinatra Jr., Barry Keenan, zu nutzen, der die Filmrechte der Entführungsgeschichte aus dem Jahr 1963 an Columbia Pictures verkaufte.

## Verfilmung
- Der Thriller Summer of Sam aus dem Jahr 1999 basiert auf den Ereignissen des Jahres 1977.
- In der Handlung des US-amerikanischen Spielfilms Copykill von 1995 werden ebenfalls Bezüge zu den David-Berkowitz-Fällen hergestellt.
- Der Fernsehfilm Nachts wenn der Mörder kommt (Originaltitel Out of the Darkness) von 1985 mit Martin Sheen in der Rolle des Detektivs Eddie Zigo thematisiert Berkowitz’ Taten und seine Ergreifung.
- In der Serie Mindhunter wird Berkowitz in der 2. Folge der 2. Staffel als Person näher beleuchtet.
- In dem Film Stunde der Angst (OT: The Wolf Hour) von 2019 wagt eine verängstigte Schriftstellerin, verkörpert von Naomi Watts, im Jahre 1977 wegen dem Shitstorm ihres ersten Buches nicht mehr, ihre Wohnung in der South Bronx zu verlassen.[1] Gleichzeitig treibt der Serienmörder Son of Sam draußen sein Unwesen. Regisseur des Thrillers Stunde der Angst ist Alistair Banks Griffin.
- Die True-Crime-Doku-Serie Sons of Sam (2021) zeigt den Fall in einem anderen Licht. Basierend auf der Arbeit von Maury Terry versucht die Mini-Serie, den Serienmord mit einem satanistischen Kult zu verbinden.

## Sonstiges
Ein Urmitglied der Schockrockband Marilyn Manson, der Gitarrist Scott Putesky, trug den Künstlernamen Daisy Berkowitz, in Anlehnung an den Serienmörder.
Ebenfalls an den Namen des Serienmörders angelehnt ist die US-amerikanische Horrorpunk- und Death-Rock-Musikgruppe Son of Sam.